# Federica Stabilini
Federica Stabilini (Roma, 2 dicembre 1957) è un'ex nuotatrice italiana.

## Biografia
Nata nel 1957 a Roma, a 14 anni ha partecipato ai Giochi olimpici di Monaco di Baviera 1972, nei 400 m stile libero, uscendo in batteria con il 4º posto e il tempo di 4'36"32, negli 800 m stile libero, anche in questo caso uscendo in batteria con il 4º posto, in 9'27"84 e nella staffetta 4x100 m stile libero, insieme a Laura Gorgerino, Patrizia Lanfredini e Laura Podestà, venendo eliminata in batteria, 7ª con il tempo di 4'10"70.
L'anno successivo ha preso parte ai primi Mondiali di nuoto, quelli di Belgrado 1973, uscendo in batteria nei 200 m stile libero (17º tempo, 2'14"496) e nei 400 m stile libero (13º tempo, 4'38"899), partecipando invece alla finale nella staffetta 4x100 m stile libero, con Laura Gorgerino, Patrizia Lanfredini e Laura Podestà (sostituendo Novella Calligaris che aveva preso parte alle batterie), chiudendo 7ª con il tempo di 4'06"59.